# Robert Hanbury Brown
Robert Hanbury Brown (Aruvankadu, 31 gennaio 1916 – Andover, 16 gennaio 2002) è stato un astronomo e fisico britannico.
Studiò ingegneria elettrica all'Università di Londra, dunque lavorò allo sviluppo del radar durante la Seconda guerra mondiale.
Nel 1956, Robert Hanbury Brown e Richard Q. Twiss pubblicarono Un test di un nuovo tipo di interferometro stellare su Sirio, in cui due tubi fotomoltiplicatori (TFM), separati di circa 6 metri, erano puntati sulla stella Sirio. La luce veniva raccolta nei TFM usando specchi da proiettore da ricerca. Un effetto di interferenza fu osservato tra le due intensità, rilevando una correlazione positiva tra i due segnali, nonostante non fosse stata raccolta nessuna informazione sulla fase. Hanbury Brown e Twiss utilizzarono il segnale di interferenza per determinare le dimensioni angolari apparenti di Sirio, con un'ottima risoluzione.
In seguito sviluppò un interferometro, il Sydney University Stellar Interferometer (SUSI), dislocato presso il Paul Wild Observatory, che divenne operativo nel 1991.

## Pubblicazioni
- Hanbury Brown and Twiss, A test of a new type of stellar interferometer on Sirius Nature, Vol. 178, pp. 1046 1956
- Hanbury Brown et al., The angular diameters of 32 stars Mon. Not. R. Astron. Soc., Vol. 167, pp 121-136 1974
- Hanbury Brown, BOFFIN : A Personal Story of the Early Days of Radar, Radio Astronomy and Quantum Optics ISBN 0-7503-0130-9.